# Steam
Steam (angleško »para«) je platforma za digitalno distribucijo in upravljanje pravic digitalnih vsebin (DRM) ter večigralsko in spletno družbeno omrežje podjetja Valve Corporation. Namenjena je predvsem za spletno distribucijo računalniških iger in sorodnih del založnikov, ki imajo pogodbo z Valve Corporation in izdajajo igre s podporo za Steam.
Končni uporabnik si za dostop do omrežja namesti odjemalski program, ki je vstopna točka za spletno trgovino z računalniškimi igrami in brskalnik po vsebinah. Kupljena igra je trajno vezana na njegov uporabniški račun in ni prenosljiva. Vse podprte igre so integrirane v sistem s pomočjo razvijalskega vmesnika, imenovanega Steamworks. Po plačilu in prenosu na uporabnikov računalnik se igra registrira v omrežju, ki nato spremlja uporabo. Poleg tega Steam koordinira dodatke in popravke za igre in nudi načine za komunikacijo uporabnikov, povezave do namenskih strežnikov, ki gostujejo večigralske igre, ter storitev računalništva v oblaku (t. i. »Steam Cloud«) za centralizirano shranjevanje uporabniških podatkov.
Preko servisa Steam ponujajo igre mnogi veliki založniki, kot so Electronic Arts, Activision, Ubisoft idr., pa tudi mali neodvisni razvijalci; skupno je bilo v začetku leta 2010 na voljo preko 1.100 naslovov. Valve Corporation ne razkriva podatkov o prodaji, po ocenah pa naj bi zavzemal 70 % digitalnega trga z videoigrami in bil s tem vodilni servis za digitalno distribucijo, ki v ZDA predstavlja skoraj polovico celotne prodaje računalniških iger.

## Zgodovina
Platforma je nastala v začetku 2000. let zaradi potrebe Valve Corporation po stabilnem in učinkovitem sistemu za nameščanje popravkov njihovih spletnih iger (npr. Counter-Strike), ki bi vključeval tudi mehanizme za preprečevanje goljufanja in piratstva. Sodelovanje so ponudili več računalniškim podjetjem, med njimi Microsoftu, a so ob pomanjkanju interesa začeli z razvojem sami.
Steam je bil prvič javno predstavljen leta 2002 kot sistem za distribucijo in kmalu so se začela tudi pogajanja z drugimi založniki. V začetku je imel mnogo težav z dostopnostjo, ko strežniki niso zmogli obdelati zahtevkov desettisočev igralcev, ki so želeli namestiti posodobitev za Counter-Strike na različico 1.6, ki je zahtevala povezavo prek Steama. Še hujši polom je bila izdaja igre Half-Life 2 novembra 2004. Igra je bila na voljo za odjemanje z Valveovih strežnikov ali po klasični poti v trgovinah, v vsakem primeru pa jo je moral kupec pred igranjem aktivirati prek Steama. Veliko zanimanje je povzročilo zastoj v sistemu; evropski strežniki za avtentikacijo so bili nedostopni vsaj 5 ur, tudi ostali kupci pa so poročali o izjemno počasnih prenosih in napakah. Težave, kot so ukradene kode za avtentikacijo, so reševali še več tednov.
Kljub začetnim težavam so predstavniki Valve Corporation v začetku leta 2005 objavili, da je sistem začel prinašati dobiček. Leta 2007 so pričeli ponujati svoje igre prek Steama veliki založniki, kot so Eidos Interactive, Capcom in id Software; maja 2007 je bilo tako po podatkih Valve na voljo 150 naslovov, Steam pa je imel registriranih preko 13 milijonov uporabniških računov.
Maja 2010 je po intenzivni oglaševalski kampanji izšel klient za Mac OS X, v načrtu pa je tudi različica za PlayStation 3. Govorice o razvoju klienta za Linux so predstavniki podjetja sprva zanikali, kasneje pa je začela delovati omejena različica beta. Linuxova razvojna skupina je za distribucijsko tarčo izbrala Ubuntu. Oktobra 2012 je pričel Valve preko servisa Steam ponujati tudi druge vrste računalniških programov, s čemer je postal konkurenca podjetju Apple Inc. in njegovi storitvi App Store.